# S.C.I.E.N.C.E.
| Оценки критиков               | Оценки критиков |
| Источник                      | Оценка          |
| ----------------------------- | --------------- |
| AllMusic                      | [ 4 ]           |
| The Great Rock Discography    | 6/10            |
| Pitchfork Media               | 8.7/10          |
| The Rolling Stone Album Guide | [ 2 ]           |
| Sputnikmusic                  | 4.5/5           |

S.C.I.E.N.C.E. — второй студийный альбом американской рок-группы Incubus, выпущенный 9 сентября 1997 года на лейблах Epic/Immortal. Альбому присвоен золотой сертификат от RIAA. По словам вокалиста группы Брэндона Бойда, название альбома является аббревиатурой фразы Sailing Catamarans Is Every Nautical Captain’s Ecstacy (рус. Экстаз любого морского капитана — плывущие катамараны). Это первый и он же единственный студийный альбом, в записи которого участвовал диджей группы Гавин Коппелл aka DJ Lyfe.

## Производство
После выпуска дебютного альбома Fungus Amongus на независимом лейбле, Incubus подписала контракт с лейблом Immortal Records; S.C.I.E.N.C.E. — это первый студийный альбом записанный на мэйджор-лейбле. По словам вокалиста Брэндона Бойда «S.C.I.E.N.C.E. был записан за шесть недель в очень маленькой и милой студии в Санта-Монике».

## Музыка и влияние
Альбом S.C.I.E.N.C.E. сочетает в себе такие жанры, как: хэви-метал, электро, фанк, джаз, хип-хоп и техно.
Критики оценили альбом за широкое разнообразие музыкальных жанров — Pitchfork Media писали, что альбом удачно сочетает в себе множество жанров, не становясь при этом беспорядочным набором звуков.

## Список композиций
Слова и музыка всех песен — Б. Бойд, М. Айнзигер, А. Катунич, Г. Копелл, Х. Пасийяс.
| №                   | Название                                  | Длительность              |
| ------------------- | ----------------------------------------- | ------------------------- |
| 1.                  | «Redefine»                                | 3:22                      |
| 2.                  | «Vitamin»                                 | 3:13                      |
| 3.                  | «New Skin»                                | 3:51                      |
| 4.                  | «Idiot Box»                               | 4:07                      |
| 5.                  | «Glass»                                   | 3:37                      |
| 6.                  | «Magic Medicine»                          | 3:03                      |
| 7.                  | «A Certain Shade of Green»                | 3:11                      |
| 8.                  | «Favorite Things»                         | 3:11                      |
| 9.                  | «Summer Romance (Anti-Gravity Love Song)» | 4:26                      |
| 10.                 | «Nebula»                                  | 3:50                      |
| 11.                 | «Deep Inside»                             | 3:55                      |
| 12.                 | «Calgone»                                 | 16:05                     |
| Общая длительность: | Общая длительность:                       | Общая длительность: 55:43 |

## Участники записи
- Брэндон Бойд — вокал, перкуссия
- Майк Айнзайгер — гитара, клавишные
- DJ Lyfe — скретчинг
- Дирк Лэнс — бас-гитара
- Хосе Пасийяс — ударные